# 10000 lire Mondiali di Calcio Francia '98
Con D.M.T. del 13 giugno 1998 si autorizzò l'emissione di una moneta commemorativa in argento, del valore nominale di 10.000 lire, dedicata ai Mondiali di Calcio disputantisi quell'anno in Francia. Tale emissione si inquadra nel solco delle coniazioni commemorative dedicate agli eventi sportivi e, in particolare, ai Mondiali di Calcio.

## Dati tecnici
Al dritto, al centro, sulla sinistra è visibile un profilo muliebre, a cui si sovrappongono una piccola vittoria alata stilizzata e un pentagono, desunto da un pallone da calcio; lungo il bordo destro è scritto il nome dell'autore (SOCCORSI), mentre a sinistra, in giro, è scritto "REPUBBLICA ITALIANA".
Al rovescio, al centro, vi è una composizione data dall'intreccio tra la pianta stilizzata delle tribune di un campo da calcio e da un motivo ornamentale della balaustra della Torre Eiffel, nel quale si inserisce un pallone da calcio e sopra il quale si trova il segno di zecca "R". La data si innesta in seno alla composizione, mentre l'indicazione del valore occupa il campo in basso. In giro è scritto "CAMPIONATO MONDIALE DI CALCIO * FRANCIA".
Lungo il contorno è presente una godronatura discontinua.
Il diametro è di 34 mm, il peso di 22 g e il titolo è di 835/1000.
La moneta è presentata nella duplice versione fior di conio e fondo specchio, rispettivamente in 34.000 e 7.000 esemplari.